# Condado de Nevada (Califórnia)
O condado de Nevada (em inglês:  Nevada County) é um dos 58 condados do estado americano da Califórnia. Foi fundado em 1851. A sede do condado é Nevada City e a localidade mais populosa é a vila de Truckee.

## Geografia
De acordo com o United States Census Bureau, o condado possui uma área de 2 522 km², dos quais 2 481 km² estão cobertos por terra e 41 km² por água.

## Demografia
Segundo o censo nacional de 2010, o condado possui uma população de 98 764 habitantes e uma densidade populacional de 39,8 hab/km². Possui 52 590 residências, que resulta em uma densidade de 21 residências/km².
Das 3 localidades incorporadas no condado, Truckee é a mais populosa, com 16 180 habitantes, o que representa 16% da população total, enquanto que Grass Valley é a mais densamente povoada, com 1 047 hab/km². Nevada City é a menos populosa, com 3 068 habitantes. De 2000 para 2010, a população de Grass Valley cresceu quase 18% enquanto que o menor crescimento ficou com Nevada City em 2%. Apenas 1 cidades possui população inferior a 10 mil habitantes.